# Demetrio Triclinio
Demetrio Triclinio (in greco antico: Δημήτριος Τρικλίνιος?, Dēmétrios Triklínios; in latino Demetrius Triclinius; Tessalonica, 1280 circa – 1340 circa) è stato un filologo bizantino, una delle figure di spicco della Rinascenza paleologa e precursore della moderna critica testuale. È ricordato soprattutto per essere stato il primo tra i Bizantini ad aver avuto padronanza della metrica classica.
Avendo scoperto un codice dell'antico trattato di metrica di Efestione, grazie ad esso Triclinio imparò a correggere i versi giambici, anche se a volte sanò gli errori metrici con semplici parole di riempitivo e non fu sensibile alle variazioni di registro linguistico; inoltre, sulla base del principio della responsione, riuscì a intervenire anche su alcuni brani in metri lirici. Oltre a ciò redasse un commento metrico a sé stante per molti drammi. Il suo lavoro (commentò e/o emendò Esiodo, Pindaro, Eschilo, Sofocle, Euripide, Aristofane e Teocrito), nonostante vari errori, segna il più notevole passo in avanti nel trattamento dei testi poetici rispetto ai secoli precedenti.
Inoltre redasse in una nuova forma gli scoli a vari autori, aggiungendo alcune glosse e riducendo le notizie erudite non direttamente pertinenti ai testi.
Ebbe infine il merito di essersi impegnato nella ricerca di nuovi manoscritti, confrontandoli con quelli in suo possesso e annotando a margine le varianti. In questa ricerca rinvenne un manoscritto con nove tragedie di Euripide pressoché sconosciute a Bisanzio; di esso restano le copie fatte preparare da lui ai suoi alunni o da uno scriptorium locale.